# Бромат аммония
Бромат аммония — неорганическое соединение, 
соль аммония и бромноватой кислоты с формулой NH4BrO3,
бесцветные кристаллы,
растворяется в воде,
очень взрывоопасен.

## Получение
- Сливание холодных растворов хлорида аммония и бромата натрия:

{\displaystyle {\mathsf {NH_{4}Cl+NaBrO_{3}\ {\xrightarrow {0^{o}C}}\ NH_{4}BrO_{3}\downarrow +NaCl}}}

## Физические свойства
Бромат аммония образует бесцветные кристаллы,
растворимые в воде, 
плохо растворим в этаноле.
Очень взрывоопасен, даже под слоем раствора.

## Применение
- В фармакологии.

## Безопасность
- Бромат аммония запрещён к перевозке.